# Meiji Yasuda Life
Meiji Yasuda Life Insurance Company — японская страховая компания, специализирующаяся на страховании жизни и управлении активами. Её клиентами являются более 7 млн человек индивидуального страхования и 5 млн — группового. Компания основана в 2004 году слиянием Meiji Life и Yasuda Life. Входит в группы Mitsubishi и Fuyo.
В списке Fortune Global 500 за 2021 год компания заняла 313-е место.

## История
Meiji Life Insurance была основана в 1881 году и считается старейшей компанией по страхованию жизни в Японии. Yasuda Mutual Life Insurance Company была основана в 1894 году.
В 1976 году Meiji Life купила контрольный пакет акций базирующейся на Гавайях страховой компании Pacific Guardian Life Insurance Company, в 1985 году были выкуплены все акции; Meiji Life стала первой японской компанией, вышедшей на рынок страхования жизни США. В 2010 году вышла на рынок КНР, купив местную страховую компанию и переименовав её в Founder Meiji Yasuda Life Insurance. Также в 2010 году была куплена доля в индонезийском страховщике PT Avrist Assurance, в 2012 году доля была увеличена до контрольного пакета. В 2012 году Meiji Yasuda Life в партнёрстве с Talanx приобрела доли в двух польских страховых компаниях, TU Europa и TUiR Warta. В 2016 году была куплена финансовая группа StanCorp Financial Group со штаб-квартирой в Портленде (Орегон); основа группы, страховая компания The Standard, была основана в 1906 году.

## Деятельность
Сеть компании насчитывает 1172 отделения в Японии, дочерние компании имеются в США (с центрами в Портленде и Гонолулу), доли в страховых компаниях в КНР, Индонезии, Таиланде и Польше, также партнёрство с немецкой компанией Talanx и представительства в Пекине, Лондоне и Нью-Йорке.
По данным за финансовый год, закончившийся 31 марта 2021 года из 4,03 трлн иен выручки на страховые премии пришлось 2,67 трлн, инвестиционный доход составил 1,26 трлн. Страховые выплаты составили 2,54 трлн иен. Из активов 46 трлн иен 37 трлн пришлось на инвестиции в ценные бумаги (в том числе на 29 трлн японских гособлигаций).

## Дочерние компании
Основные дочерние компании и участия на 2021 год:
- Meiji Yasuda General Insurance Co., Ltd. (Япония)
- Meiji Yasuda Asset Management Company Ltd. (Япония)
- Meiji Yasuda System Technology Company Limited (Япония)
- Pacific Guardian Life Insurance Company, Limited (США)
- StanCorp Financial Group, Inc. (США)
- Meiji Yasuda America Incorporated (США)
- Meiji Yasuda Asia Pacific Pte. Ltd. (Сингапур)
- Founder Meiji Yasuda Life Insurance Co., Ltd. (КНР, 29,2 %)
- PT Avrist Assurance (Индонезия, 29,9 %)
- TU Europa S.A. (Польша, 33,5 %)
- TUiR Warta S.A. (Польша, 24,3 %)
- Thai Life Insurance Public Company Limited (Таиланд, 15 %)